# Microhoria brisouti brisouti
Microhoria brisouti brisouti é uma subespécie de insetos coleópteros polífagos pertencente à família Anthicidae.
A autoridade científica da subespécie é Desbrochers des Loges, tendo sido descrita no ano de 1875.
Trata-se de uma subespécie presente no território português.